# Gavoi
Gavoi ist ein Ort in der Provinz Nuoro in der italienischen Region Sardinien mit 2451 Einwohnern (Stand 31. Dezember 2023).
Gavoi liegt 36 km südwestlich von Nuoro.
Die Nachbargemeinden sind: Fonni, Lodine, Mamoiada, Ollolai und Ovodda.

## Einzelnachweise

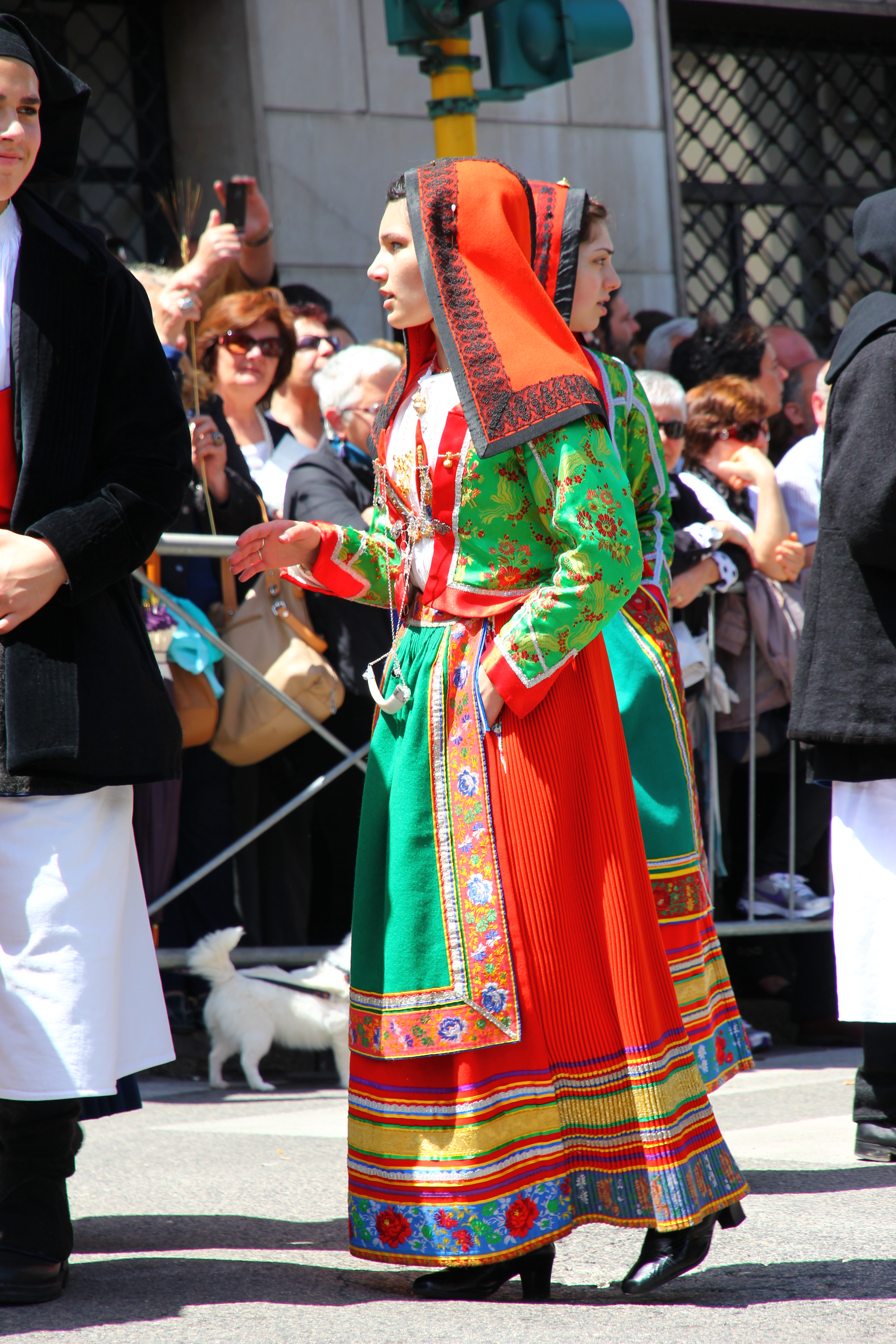
Traditionelle Tracht